# Paul Baratoff
Paul Baratoff (russisch Пол Баратов; Ben-Zvi Baratow/Baratoff, Ben-Tsvi Baratov etc.; geboren 6. Junijul. / 18. Juni 1873greg. in Riga, Russisches Kaiserreich; gestorben 23. Oktober 1951 in West Hollywood, Kalifornien, USA) war ein russisch-jüdischer Schauspieler, der auch in Mitteleuropa und in den USA lebte.

## Leben

### Russisches Reich
Paul Baratoff wuchs in einer säkularen jüdischen Familie auf. Er sprach bis zu seinem siebten Lebensjahr nur Russisch, das er von seinem Kindermädchen erlernte. Danach zog die Familie kurzzeitig in ein Städtchen im Gouvernement Poltawa und dann nach Charkiw. Dort besuchte er das Gymnasium und studierte anschließend Medizin. Seinen Abschluss erhielt er in Kiew. Danach arbeitete er als Arzt.
Paul Baratoff hatte bereits seit der Schulzeit in verschiedenen Theatern gespielt. 1898 kam er an das bekannte Künstlertheater in Moskau. Ab 1901 spielte er in Jekaterinoslaw, und danach in St. Petersburg bei Lydia Jaworskaja und Alexei Suworin. Anschließend tourte er mit Theatergruppen durch verschiedene Städte des Russischen Reiches. 

### Europa und USA
1920 kam Paul Baratoff nach Wien. Dort wurde er der Star der Freien Jüdischen Volksbühne, für die er extra Jiddisch erlernte.
1923 zog er nach Philadelphia in den USA, wo er am Arch Street Theatre auftrat, danach in New York im Yiddish Art Theatre. In den folgenden Jahren reiste er wieder durch verschiedene Länder Europas.
1929 spielte Paul Baratoff in Berlin an der Volksbühne die Hauptrolle in Der Kaufmann von Berlin von Franz Mehring unter der Regie von Erwin Piscator. 1932 spielte er in Wien bei den Jüdischen Künstlerspielen, unter anderem in Der foter (Der Vater) von August Strindberg.
Danach lebte er wieder in den USA. 
Er ist auf dem Olive Mountain in Los Angeles bestattet.
Paul Baratoff war zuerst mit Marie Kirillova (1888–1945) verheiratet, danach mit Helen ("Cassat") Cross (1899–1985).

## Filmografie
Paul Baratoff wirkte in mehreren Filmen in Österreich und in den USA mit.
Österreich
- Ich hab's getan, 1921
- Der Lumpensammler von Paris, 1922
- Das Spiel ist aus, 1922
- Der Unbekannte aus Russland, 1922
- Zigeunerliebe, 1922
- Führe uns nicht in Versuchung, 1922

USA
- The Singing Blacksmith (Yankl der Shmid), 1938,  auch Drehbuch, als Ben-Zvi Baratoff, jiddischer Film[4]
- The Men in Her Life (Roman einer Tänzerin), 1941
- They Raid by Night, 1942
- Song of Russia, 1944
- A Royal Scandal, 1945
- The Vicious Circle, 1948